# Đại dịch COVID-19 tại Thành Vatican
Đại dịch COVID-19 tại Thành Vatican là một phần của đại dịch toàn cầu do virus corona 2019 (COVID-19). The Holy See reported the first case of infection in Vatican City on ngày 7 tháng 3 năm 2020. Không giống như các nơi khác báo cáo các ca mắc của cư dân hoặc công dân trong lãnh thổ, Tòa thánh báo cáo về các trường hợp "tại Thành phố Vatican và giữa các nhân viên của Tòa thánh" bất kể địa điểm xét nghiệm, điều trị hoặc cư trú. Có 29 ca xác nhận mắc COVID-19 các cư dân và nhân viên của Vatican, tất cả đều được xuất viện và không có ca tử vong nào. 12 trường hợp bao gồm 10 nhân viên, 1 người mới thuê và 1 cư dân của Thành Vatican. Tất cả những người bị nhiễm bệnh đều cho kết quả âm tính trước ngày 6 tháng 6 năm 2020. Một đợt bùng phát giữa các thành viên của Vệ binh Thụy Sĩ ở Tòa thánh đã được báo cáo vào giữa tháng 10, tổng cộng là 11 ca đến ngày 15 tháng 10.
Vào cuối tháng 2 năm 2020, Giáo hoàng Francis bị ốm với các triệu chứng của cảm lạnh nhưng cho xét nghiệm âm tính với COVID-19. Thông báo vào ngày 14 tháng 1 năm 2021 nói rằng cả ông và cựu Giáo hoàng Benedict đã nhận được liều vắc-xin đầu tiên.

## Bối cảnh
Vào ngày 12 tháng 1 năm 2020, Tổ chức Y tế Thế giới (WHO) xác nhận rằng coronavirus mới là nguyên nhân gây ra bệnh đường hô hấp ở một nhóm người ở thành phố Vũ Hán, tỉnh Hồ Bắc, Trung Quốc và đã được báo cáo cho WHO vào ngày 31 tháng 12 năm 2019.
Tỷ lệ ca tử vong đối với COVID-19 thấp hơn nhiều so với đại dịch SARS năm 2003, nhưng tốc độ truyền bệnh cao hơn đáng kể cùng với tổng số người chết cũng đáng kể.

## Dòng thời gian
| COVID-19 tại Thành Vatican () Tử vong Hồi phục Đang điều trị Thg 3Thg 4Thg 5Thg 6Thg 7Thg 8Thg 9Thg 1015 ngày gần nhất15 ngày gần nhất | COVID-19 tại Thành Vatican () Tử vong Hồi phục Đang điều trị Thg 3Thg 4Thg 5Thg 6Thg 7Thg 8Thg 9Thg 1015 ngày gần nhất15 ngày gần nhất | COVID-19 tại Thành Vatican () Tử vong Hồi phục Đang điều trị Thg 3Thg 4Thg 5Thg 6Thg 7Thg 8Thg 9Thg 1015 ngày gần nhất15 ngày gần nhất | COVID-19 tại Thành Vatican () Tử vong Hồi phục Đang điều trị Thg 3Thg 4Thg 5Thg 6Thg 7Thg 8Thg 9Thg 1015 ngày gần nhất15 ngày gần nhất | COVID-19 tại Thành Vatican () Tử vong Hồi phục Đang điều trị Thg 3Thg 4Thg 5Thg 6Thg 7Thg 8Thg 9Thg 1015 ngày gần nhất15 ngày gần nhất |
| --- | --- | --- | --- | --- |
| Ngày | Ngày | | Ca nhiễm | Ca nhiễm |
| 2020-03-05 | 2020-03-05 | | 1(+100%) | |
| ⋮ | ⋮ | | 1(=) | |
| 2020-03-24 | 2020-03-24 | | 4(+300%) | |
| ⋮ | ⋮ | | 4(=) | |
| 2020-03-28 | 2020-03-28 | | 6(+50%) | |
| ⋮ | ⋮ | | 6(=) | |
| 2020-04-02 | 2020-04-02 | | 7(+16.6%) | |
| ⋮ | ⋮ | | 7(=) | |
| 2020-04-08 | 2020-04-08 | | 8(+14.3%) | |
| ⋮ | ⋮ | | 8(=) | |
| 2020-04-20 | 2020-04-20 | | 9(+12.5%) | |
| ⋮ | ⋮ | | 9(=) | |
| 2020-04-28 | 2020-04-28 | | 10(+11.1%) | |
| 2020-04-29 | 2020-04-29 | | 10 | |
| 2020-04-30 | 2020-04-30 | | 11(+10%) | |
| ⋮ | ⋮ | | 11(=) | |
| 2020-05-06 | 2020-05-06 | | 12(+9.1%) | |
| ⋮ | ⋮ | | 12(=) | |
| 2020-06-06 | 2020-06-06 | | 12 | |
| ⋮ | ⋮ | | 12(=) | |
| 2020-10-12 | 2020-10-12 | | 19(+4.5) | |
| ⋮ | ⋮ | | 19(=) | |
| 2020-10-15 | 2020-10-15 | | 26(+6) | |
| 2020-10-16 | 2020-10-16 | | 26 | |
| 2020-10-17 | 2020-10-17 | | 27(+4) | |
| Nguồn: - Worldometers Coronavirus Update                                                                                               | | | | |

### Tháng 3 năm 2020
Vào ngày 5 tháng 3 năm 2020, đại dịch COVID-19 đã đến Thành Vatican với chẩn đoán "1 người ngoại Thành đã đến các phòng khám ngoại trú" để khám bệnh trước khi đi làm. Bệnh nhân sau đó được xác định là một linh mục đã đến từ một trong những "vùng đỏ" của Ý, tức là các thành phố có chế độ cách ly nghiêm ngặt nhất. Năm người tiếp xúc với bệnh nhân đã được cách ly để đề phòng.
Vào ngày 8 tháng 3, Kinh Truyền Tin sẽ được phát trực tuyến từ thư viện riêng của Giáo hoàng. Bảo tàng Vatican đóng cửa từ ngày 8 tháng 3 đến ngày 3 tháng 4.
Vào ngày 10 tháng 3, một ngày sau khi Ý ra lệnh hạn chế việc đi lại, Tòa thánhh "phối hợp với các biện pháp do chính quyền Ý đưa ra" đã đóng cửa Quảng trường Thánh Peter và Vương cung thánh đường Thánh Peter cho khách du lịch từ ngày 10 tháng 3 đến ngày 3 tháng 4.
Vào ngày 11 tháng 3, lần đầu tiên Đức Giáo hoàng đã cung cấp một buổi tiếp kiến ảo.
Vào ngày 16 tháng 3, Đức Francis rời Thành Vatican để đến thăm hai nhà thờ ở Rome. Tại Vương cung thánh đường Thánh Mary Major, Giáo hoàng cầu nguyện trước biểu tượng Byzantine hay còn được gọi là Salus Populi Romani (Cứu rỗi cho dân tộc Rôma), mà Giáo hoàng Gregory I rước vào năm 593 để cầu nguyện kết thúc Dịch hạch Justinian. Sau đó, Giáo hoàng đi bộ khoảng 800 mét đến nhà thờ San Marcello al Corso để cầu nguyện trước cây thánh giá được người Công giáo coi là điều kỳ diệu. Nó được rước trong đợt bệnh dịch hạch năm 1522.
Vào ngày 23 tháng 3, chuyến thăm Malta của Giáo hoàng dự kiến vào ngày 31 tháng 5 đã bị hủy bỏ.
Vào ngày 24 tháng 3, Tòa thánh xác nhận có 4 trường hợp mắc mới, cộng thêm 3 nhân viên đã thông báo trước đó: 2 người làm việc cho Bảo tàng Vatican và 1 người vận chuyển.
Vào ngày 25 tháng 3, tờ báo L’Osservatore Romano của Tòa Thánh đã đình chỉ việc sản xuất ấn bản in vì những hạn chế của Ý khiến việc in ấn và phân phối không thể thực hiện được. Tờ báo vẫn được xuất bản trực tuyến.
Vào ngày 27 tháng 3, Đức Giáo hoàng Francis đã ban phép lành đặc biệt Urbi et Orbi tại Quảng trường Thánh Peter không một ai vì lệnh cấm tụ tập để cầu nguyện cho sự kết thúc của đại dịch COVID-19 trước khi cây thánh giá kỳ diệu của San Marcello al Corso được đưa đến đó từ vị trí hai ngày trước đó.
Ngày 28 tháng 3, Tòa Thánh xác nhận thêm 2 trường hợp, nâng tổng số lên con số 6. Một người là quan chức của Bộ trưởng Bộ Ngoại giao sống tại Domus Sanctae Marthae, nơi ở của Giáo hoàng. Ông là bệnh nhân đầu tiên được xác định là cư dân Vatican. Trường hợp mới thứ hai là một nhân viên Vatican làm việc với cư dân được đề cập. Khoảng 170 cư dân khác và những người từng tiếp xúc đã được xét nghiệm và kết quả của họ là âm tính.

### Tháng 4 năm 2020

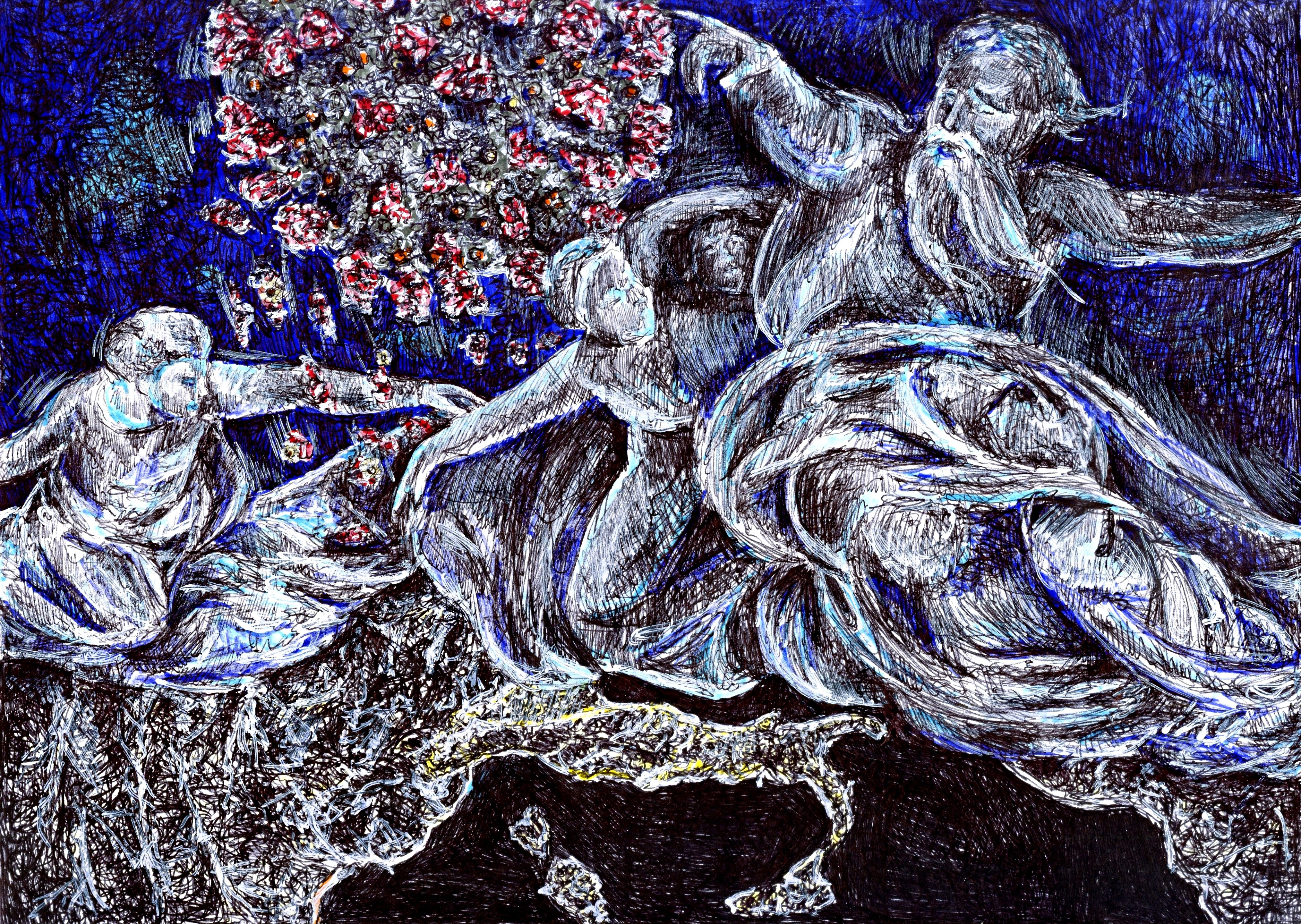
Chúa chiến đấu với Coronavirus trên thế giới, hình vẽ của Giovanni Guida

Vào ngày 2 tháng 4, Tòa Thánh xác nhận trường hợp thứ bảy, một nhân viên đã tự cách ly kể từ giữa tháng Ba.
Vào ngày 5 tháng 4, Thánh lễ Lễ Lá Chúa nhật được cử hành bên trong nhà thờ Thánh Peter's với một giáo đoàn nhỏ thay vì hàng nghìn người thường lấp đầy quảng trường bên ngoài. Thánh lễ Chrism vào sáng Thứ Năm Tuần Thánh mà các giáo sĩ của Roma thường tham dự đã bị hoãn lại. Các nghi lễ khác của Tuần Thánh đã được dời và tổ chức như đã thông báo vào ngày 27 tháng 3, "mà không có sự tham gia của dân chúng". Thánh lễ Thứ Năm Tuần Thánh mà Giáo hoàng đã cử hành trong vài năm bên ngoài Vatican với những người tị nạn hoặc tù nhân đã được tổ chức tại Quảng trường Thánh Peter; Lễ rửa chân đã bị bỏ qua. About two dozen people attended the main Good Friday service; only the Pope kissed the crucifix. Thứ Sáu Tuần Thánh Đàng Thánh Giá, được tổ chức từ năm 1964 tại Đấu trường La Mã, được tổ chức tại Quảng trường Thánh Peter; đại diện của các dịch vụ y tế của Tòa Thánh nằm trong số ít người tham gia.
Vào ngày 8 tháng 4, Tòa Thánh thông báo rằng một nhân viên khác của họ đã được chẩn đoán nhiễm virus sau khi rời Rome để trợ giúp những người thân bị bệnh. Họ báo cáo tình trạng của 8 trường hợp như sau: 2 người phục hồi; 1 người xuất viện và phục hồi tại nhà; 2 người đang chữa trị trong bệnh viện; 3 người không có triệu chứng và tự cách ly.
Vào ngày 20 tháng 4, Tòa Thánh báo cáo người thứ 9 có kết quả dương tính và phải nhập viện để theo dõi. Anh chỉ đi làm một lần trong hai tuần trước đó và không có trường hợp nào được xác định dương tính trong số các tiếp xúc gần với anh vào ngày hôm đó.
Vào ngày 28 tháng 4, Tòa thánh báo cáo người thứ 10 có kết quả xét nghiệm dương tính, một nhân viên đã xuất hiện các triệu chứng vào tháng Ba và đang phải làm việc tại nhà. Các đồng nghiệp của anh đã được xét nghiệm và cho kết quả âm tính.
Vào ngày 30 tháng 4, Tòa Thánh báo cáo một người thứ 11 có kết quả xét nghiệm dương tính, một nhân viên có các triệu chứng trong nửa đầu tháng Ba và đã cách ly.

### Tháng 5 năm 2020
Vào ngày 2 tháng 5, Ủy ban cấp cao của Tình huynh đệ nhân loại đã công bố một ngày ăn chay, cầu nguyện và khẩn cầu cho lợi ích của toàn thể nhân loại vào thứ Năm ngày 14 tháng 5, và mời tất cả các nhà lãnh đạo tôn giáo và các dân tộc trên thế giới tham gia.
Vào ngày 6 tháng Năm, Tòa Thánh báo cáo rằng người thứ 12 có kết quả xét nghiệm dương tính là một nhân viên đã làm việc tại nhà từ đầu tháng Ba.

### Tháng 9 năm 2020
Vào tháng 9, Hồng y người Philippines Luis Antonio Tagle có kết quả xét nghiệm dương tính với COVID-19 sau khi đến Philippines, Hồng y trở về từ Vatican. Ông trở thành người đứng đầu đầu tiên của một tòa thánh Vatican được xác nhận đã mắc căn bệnh này. His case is not counted in the Vatican's COVID-19 tally.

### Tháng 10 năm 2020
Vào tháng 10, 4 người trong Đội Vệ binh Thụy Sĩ có kết quả xét nghiệm dương tính với COVID-19, cùng 3 trường hợp khác ở Thành Vatican. Cuối tháng, thêm 7 người trong đội vệ binh Thụy Sĩ có kết quả xét nghiệm dương tính với COVID-19.

### Tháng 1 năm 2021
Vào ngày 9 tháng 1, tờ báo của Vatican L’Osservatore Romano thông báo rằng bác sĩ riêng của Giáo hoàng Francis, Fabrizio Soccorsi, đã qua đời vì bệnh viêm phổi và là do COVID-19.
Vào ngày 14 tháng 1, có thông tin xác nhận rằng cả Giáo hoàng Danh dự Benedict XVI và Giáo hoàng Francis đều đã nhận được những liều vắc-xin vắc-xin COVID-19 đầu tiên và liều tiếp theo của 2 Giáo hoàng dự kiến sau ba tuần.

## Biện pháp phòng ngừa
Các biện pháp ngăn chặn của Ý cũng được thực hiện ở Thành Vatican; các điểm du lịch đã bị đóng cửa. Để tránh các cuộc tụ tập và lây truyền virus, Giáo hoàng Francis đã hủy các lần xuất hiện thường xuyên trước công chúng và thay vào đó sẽ giao lưu trực tiếp trên Internet.
Vào tháng 4 năm 2020, Đức Giáo hoàng Francis nói với phóng viên rằng các cư dân của Domus Sanctae Marthae đang làm việc trong phòng của họ và các bữa ăn hiện được phục vụ theo hai ca để giãn cách xã hội.

## Thống kê
Thời gian số lượng các trường hợp dương tính đang chữa trị
Thời gian số lượng các trường hợp hồi phục